# Hollandia repülőtereinek listája

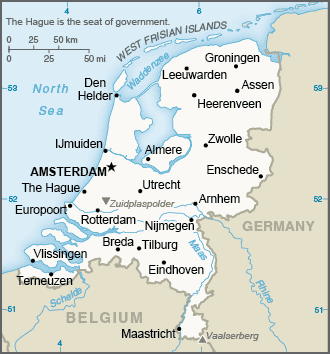
Hollandia térképe

Ez a lista Hollandia repülőtereinek listáját tartalmazza.
| Település                      | Tartomány                | ICAO        | IATA | Repülőtér név                                                  | Koordináták                                                                                             |
| ------------------------------ | ------------------------ | ----------- | ---- | -------------------------------------------------------------- | --- |
| Civil repülőterek              |                          |             |      |                                                                | |
| Ameland / Ballum               | Frízföld                 | EHAL        |      | Ameland repülőtér                                              | é. sz. 53° 27′ 06″, k. h. 5° 40′ 38″53.451667°N 5.677222°EAmeland repülőtér                             |
| Amszterdam / Haarlemmermeer    | Észak-Holland            | EHAM        | AMS  | Amszterdam-Schiphol repülőtér                                  | é. sz. 52° 18′ 29″, k. h. 4° 45′ 51″52.308056°N 4.764167°EAmsterdam repülőtér Schiphol                  |
| Arnhem                         | Gelderland               | EHTL        |      | Terlet Airfield                                                | é. sz. 52° 03′ 26″, k. h. 5° 55′ 28″52.057222°N 5.924444°ETerlet Airfield (Arnhem)                      |
| Bonaire                        | nincs (Karibi Hollandia) | TNCB        | BON  | Flamingo International repülőtér                               | é. sz. 12° 07′ 51″, ny. h. 68° 16′ 06″12.130833°N 68.268333°WFlamingo International repülőtér (Bonaire) |
| Den Helder                     | Észak-Holland            | EHKD        | DHR  | Den Helder repülőtér Marinevliegkamp (Naval légibázis) De Kooy | é. sz. 52° 55′ 28″, k. h. 4° 46′ 51″52.924444°N 4.780833°EDen Helder repülőtér                          |
| Deventer / Apeldoorn / Teuge   | Gelderland               | EHTE        |      | Teuge repülőtér                                                | é. sz. 52° 14′ 41″, k. h. 6° 02′ 48″52.244722°N 6.046667°ETeuge repülőtér (Apeldoorn)                   |
| Drachten                       | Frízföld                 | EHDR        |      | Drachten Airfield                                              | é. sz. 53° 07′ 05″, k. h. 6° 07′ 45″53.118056°N 6.129167°EDrachten Airfield                             |
| Eindhoven                      | Észak-Brabant            | EHEH        | EIN  | Eindhoven repülőtér Eindhoven légibázis                        | é. sz. 51° 27′ 00″, k. h. 5° 22′ 28″51.450000°N 5.374444°EEindhoven repülőtér                           |
| Enschede / Twente              | Overijssel               | EHTW        | ENS  | Enschede repülőtér Twente                                      | é. sz. 52° 16′ 33″, k. h. 6° 53′ 21″52.275833°N 6.889167°EEnschede repülőtér Twente                     |
| Groningen / Eelde              | Drenthe                  | EHGG        | GRQ  | Groningeni repülőtér                                           | é. sz. 53° 07′ 30″, k. h. 6° 35′ 00″53.125000°N 6.583333°EGroningen repülőtér Eelde                     |
| Hilversum                      | Észak-Holland            | EHHV        |      | Hilversum repülőtér                                            | é. sz. 52° 11′ 31″, k. h. 5° 08′ 49″52.191944°N 5.146944°EHilversum repülőtér                           |
| Hoeven / Bosschenhoofd (Seppe) | Észak-Brabant            | EHSE        |      | Seppe repülőtér                                                | é. sz. 51° 33′ 17″, k. h. 4° 33′ 09″51.554722°N 4.552500°ESeppe repülőtér (Hoeven)                      |
| Hoogeveen                      | Drenthe                  | EHHO        |      | Hoogeveen repülőtér                                            | é. sz. 52° 43′ 51″, k. h. 6° 30′ 58″52.730833°N 6.516111°EHoogeveen repülőtér                           |
| Lelystad                       | Flevoland                | EHLE        | LEY  | Lelystad repülőtér                                             | é. sz. 52° 27′ 37″, k. h. 5° 31′ 38″52.460278°N 5.527222°ELelystad repülőtér                            |
| Maastricht / Beek              | Limburg                  | EHBK        | MST  | Maastricht Aachen repülőtér                                    | é. sz. 50° 54′ 57″, k. h. 5° 46′ 37″50.915833°N 5.776944°EMaastricht Aachen repülőtér                   |
| Middelburg                     | Zeeland                  | EHMZ        |      | Midden-Zeeland repülőtér                                       | é. sz. 51° 30′ 44″, k. h. 3° 43′ 52″51.512222°N 3.731111°EMidden-Zeeland repülőtér                      |
| Middenmeer                     | Észak-Holland            |             |      | Middenmeer Aerodrome                                           | é. sz. 52° 49′ 00″, k. h. 5° 01′ 40″52.816667°N 5.027778°EMiddenmeer Aerodrome                          |
| Rotterdam                      | Dél-Holland              | EHRD        | RTM  | Rotterdam The Hague repülőtér                                  | é. sz. 51° 57′ 25″, k. h. 4° 26′ 14″51.956944°N 4.437222°ERotterdam The Hague repülőtér                 |
| Saba                           | nincs (Karibi Hollandia) | TNCS        | SAB  | Juancho E. Yrausquin repülőtér                                 | é. sz. 17° 38′ 43″, ny. h. 63° 13′ 14″17.645278°N 63.220556°WJuancho E. Yrausquin repülőtér (Saba)      |
| Sevenum / Venlo                | Limburg                  |             |      | TrafficPort Venlo                                              | é. sz. 51° 23′ 35″, k. h. 6° 03′ 46″51.393056°N 6.062778°ETrafficPort Venlo                             |
| Sint Eustatius                 | nincs (Karibi Hollandia) | TNCE        | EUX  | F.D. Roosevelt repülőtér                                       | é. sz. 17° 29′ 47″, ny. h. 62° 58′ 45″17.496389°N 62.979167°WF.D. Roosevelt repülőtér (Sint Eustatius)  |
| Stadskanaal                    | Groningen                | EHST        |      | Stadskanaal Airfield                                           | é. sz. 52° 59′ 55″, k. h. 7° 01′ 22″52.998611°N 7.022778°EStadskanaal Airfield                          |
| Texel / Den Burg               | Észak-Holland            | EHTX        |      | Texel International repülőtér                                  | é. sz. 53° 06′ 55″, k. h. 4° 50′ 01″53.115278°N 4.833611°ETexel International repülőtér                 |
| Weert                          | Limburg                  | EHBD        |      | Kempen repülőtér (Budel repülőtér)                             | é. sz. 51° 15′ 16″, k. h. 5° 36′ 03″51.254444°N 5.600833°EKempen repülőtér (Weert)                      |
| Winschoten / Oostwold          | Groningen                | EHOW        |      | Oostwold repülőtér                                             | é. sz. 53° 12′ 29″, k. h. 7° 01′ 54″53.208056°N 7.031667°EOostwold repülőtér                            |
| Katonai repülőterek            |                          |             |      |                                                                | |
| Arnhem                         | Gelderland               | EHDL        |      | Deelen légibázis                                               | é. sz. 52° 03′ 33″, k. h. 5° 52′ 38″52.059167°N 5.877222°EDeelen légibázis                              |
| Gilze-Rijen                    | Észak-Brabant            | EHGR        | GLZ  | Gilze-Rijen légibázis                                          | é. sz. 51° 34′ 06″, k. h. 4° 55′ 36″51.568333°N 4.926667°EGilze-Rijen légibázis                         |
| Leeuwarden                     | Frízföld                 | EHLW        | LWR  | Leeuwarden légibázis                                           | é. sz. 53° 13′ 40″, k. h. 5° 45′ 36″53.227778°N 5.760000°ELeeuwarden légibázis                          |
| Leiden                         | Dél-Holland              | EHVB        | LID  | Valkenburg Naval légibázis (closed)                            | é. sz. 52° 10′ 00″, k. h. 4° 25′ 09″52.166667°N 4.419167°EValkenburg Naval légibázis                    |
| Nieuw-Milligen                 | Gelderland               | EHMC / EHML |      | Air Operations Control Station Nieuw-Milligen                  | é. sz. 52° 14′ 07″, k. h. 5° 45′ 00″52.235278°N 5.750000°EAir Operations Control Station Nieuw-Milligen |
| Soesterberg                    | Utrecht                  | EHSB        | UTC  | Soesterberg légibázis (closed)                                 | é. sz. 52° 07′ 39″, k. h. 5° 16′ 26″52.127500°N 5.273889°ESoesterberg légibázis                         |
| Uden                           | Észak-Brabant            | EHVK        | UDE  | Volkel légibázis                                               | é. sz. 51° 39′ 26″, k. h. 5° 41′ 34″51.657222°N 5.692778°EVolkel légibázis (Uden)                       |
| Venray                         | Limburg                  | EHDP        |      | De Peel légibázis (closed)                                     | é. sz. 51° 31′ 04″, k. h. 5° 51′ 34″51.517778°N 5.859444°EDe Peel légibázis (Venray)                    |
| Woensdrecht                    | Észak-Brabant            | EHWO        | WOE  | Woensdrecht légibázis                                          | é. sz. 51° 26′ 56″, k. h. 4° 20′ 30″51.448889°N 4.341667°EWoensdrecht légibázis                         |
| Helikopter leszállók           |                          |             |      |                                                                | |
| Amsterdam                      | Észak-Holland            | EHHA        |      | Amsterdam Heliport                                             | é. sz. 52° 24′ 56″, k. h. 4° 48′ 01″52.415556°N 4.800278°EAmsterdam Heliport                            |
| Ede                            | Gelderland               |             |      | Lukkien Heliport                                               | é. sz. 52° 01′ 22″, k. h. 5° 37′ 26″52.022778°N 5.623889°ELukkien Heliport                              |
| Emmer Compascuum               | Drenthe                  |             |      | Heli Holland Heliport                                          | é. sz. 52° 48′ 12″, k. h. 6° 57′ 26″52.803333°N 6.957222°EHeli Holland Heliport                         |
| Harskamp                       | Gelderland               |             |      | Harskamp Heliport                                              | é. sz. 52° 07′ 28″, k. h. 5° 44′ 07″52.124444°N 5.735278°EHarskamp Heliport                             |
| Heythuysen                     | Limburg                  |             |      | Helico Heliport                                                | é. sz. 51° 14′ 34″, k. h. 5° 54′ 19″51.242778°N 5.905278°EHelico Heliport                               |
| IJmuiden                       | Észak-Holland            | EHYM        |      | IJmuiden Heliport (YPAD)                                       | é. sz. 52° 28′ 12″, k. h. 4° 35′ 42″52.470000°N 4.595000°EIJmuiden Heliport                             |
| Rotterdam                      | Dél-Holland              | EHTP        |      | Maasvlakte Heliport                                            | é. sz. 51° 57′ 34″, k. h. 4° 05′ 24″51.959444°N 4.090000°EMaasvlakte Heliport                           |
| Vlieland                       | Frízföld                 | EHVL        |      | Vlieland Heliport                                              | é. sz. 53° 17′ 48″, k. h. 5° 05′ 09″53.296667°N 5.085833°EVlieland Heliport                             |